# Patharia
Patharia é uma cidade e uma nagar panchayat no distrito de Damoh, no estado indiano de Madhya Pradesh.

## Geografia
Patharia está localizada a 23° 54′ N, 79° 12′ L. Tem uma altitude média de 358 metros (1 174 pés).

## Demografia
Segundo o censo de 2001, Patharia tinha uma população de 17 182 habitantes. Os indivíduos do sexo masculino constituem 53% da população e os do sexo feminino 47%. Patharia tem uma taxa de literacia de 66%, superior à média nacional de 59,5%: a literacia no sexo masculino é de 75% e no sexo feminino é de 57%. Em Patharia, 15% da população está abaixo dos 6 anos de idade.